# Associazione Calcio Giacomense 2009-2010
Questa voce raccoglie le informazioni riguardanti l'Associazione Calcio Giacomense nelle competizioni ufficiali della stagione 2009-2010.

## Rosa
| N. |                            | Ruolo | Calciatore         |
| -- | -------------------------- | ----- | ------------------ |
| -  | Italia (bandiera)          | D     | Cristian Anelli    |
| -  | Italia (bandiera)          | C     | Oscar Branzani     |
| -  | Italia (bandiera)          | C     | Fabio Bravo        |
| -  | Italia (bandiera)          | D     | Simone Brunelli    |
| -  | Italia (bandiera)          | D     | Nebil Caidi        |
| -  | Italia (bandiera)          | A     | Federico Casetta   |
| -  | Italia (bandiera)          | C     | Mattia Cherubini   |
| -  | Italia (bandiera)          | C     | Giovanni Conti     |
| -  | Italia (bandiera)          | D     | Carmelo Di Paola   |
| -  | Italia (bandiera)          | A     | Luca Errico        |
| -  | Rep. Dominicana (bandiera) | A     | José Espinal       |
| -  | Italia (bandiera)          | D     | Fabio Franceschini |
| -  | Italia (bandiera)          | D     | Federico Gabrieli  |
| -  | Italia (bandiera)          | A     | Luca Gennari       |

| N. |                   | Ruolo | Calciatore        |
| -- | ----------------- | ----- | ----------------- |
| -  | Italia (bandiera) | D     | Mirco Giorgi      |
| -  | Italia (bandiera) | A     | Giovanni Madiotto |
| -  | Italia (bandiera) | A     | Stefano Marini    |
| -  | Italia (bandiera) | C     | Paolo Minardi     |
| -  | Italia (bandiera) | A     | Mattia Nicolini   |
| -  | Italia (bandiera) | P     | Gianmarco Pazzini |
| -  | Italia (bandiera) | C     | Mattia Perelli    |
| -  | Italia (bandiera) | A     | Antonio Pignataro |
| -  | Italia (bandiera) | C     | Matteo Rossi      |
| -  | Italia (bandiera) | A     | Antonio Russo     |
| -  | Italia (bandiera) | P     | Nicola Spironelli |
| -  | Italia (bandiera) | C     | Pietro Terranova  |
| -  | Italia (bandiera) | C     | Michele Valentini |